# Darbhanga (stato)
Lo Stato di Darbhanga fu uno stato principesco del subcontinente indiano, avente per capitale la città di Darbhanga.

## Storia

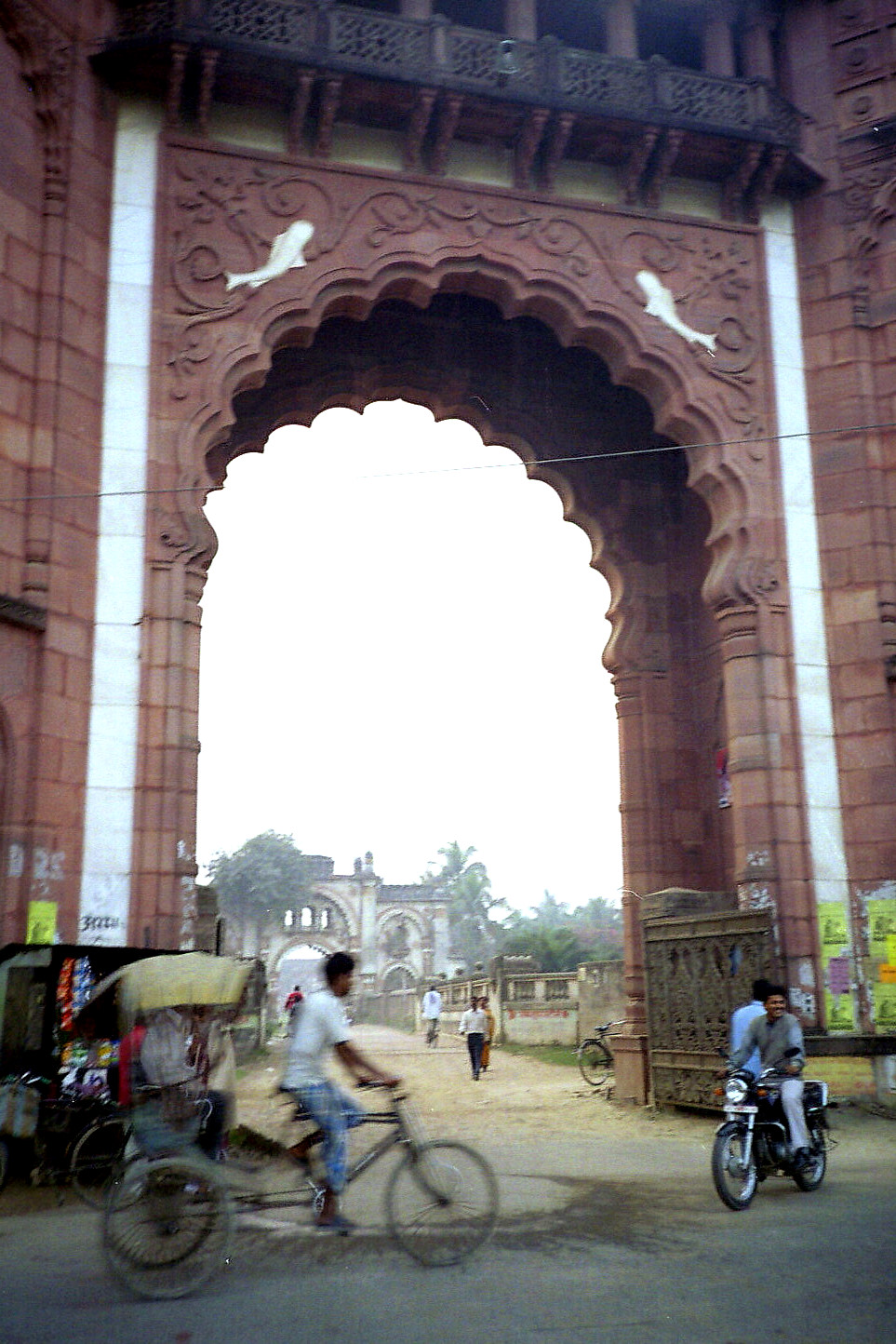
Portale principale del forte di Darbhanga

L'area dello stato di Darbhanga era abitata da tribù ribelli durante gli ultimi anni dell'impero della dinastia Tughlaq. Akbar (r. 1556–1605), intenzionato a raccogliere anche da quest'area le tasse dovute al suo regno, chiese a Rajpandit Chandrapati, thakur di Delhi, di nominare uno dei suoi figli per tale scopo, e fu scelto il suo figlio mediano, Mahesh Thakur. Mahesh, compiuta la sua missione, ottenne l'infeudazione nell'area nel 1557, avviando così il principato di Darbhanga.
Il nuovo sovrano però si trovò da subito a fronteggiare la rivolta dei capi di Terai, Banjara e Bettiah. Mahesh aiutò inoltre i moghul a scacciare la dinastia degli Oiniwar da Mithila. Il principato di Darbhanga sottomise inoltre i principi di Makwanpur.
I discendenti di Mahesh Thakur gradualmente consolidarono il loro potere sociale e politico nella regione, facendo costruire un palazzo a Rajnagar Bihar.
Per un periodo di vent'anni (1860–1880), lo stato di Darbhanga venne sottoposto al controllo della Court of Wards dall'India britannica. Durante questo periodo, il Darbhanga venne coinvolto in una serie di problematiche sulla successione al trono che si conclusero con l'accettazione della primogenitura come metodo di successione e con l'indivisibilità dello stato. Lo stato era infatti prima dell'intervento degli inglesi governato da un complesso sistema burocratico influenzato da nepotismo , delatori e spie, con notevole dispendio del denaro pubblico a favore di singoli.
Sul finire del XIX secolo, il 47% delle terre del principato erano coltivate a riso. Il 3% delle terre agricole erano invece coltivate ad indaco, il che rendeva l'area una delle più importanti nell'industria della tintura nella regione prima dell'introduzione dei coloranti chimici.
Nel 1947 lo stato entrò a far parte dell'Unione Indiana

## Governanti
I governanti avevano il titolo di Raja e dal 1808 ebbero quello di Maharaja.

### Raja
- Mahesh Thakur (m. 1558)
- Gopal Thakur (1558-?), figlio del precedente
- Parmanand Thakur, fratello del precedente, abdicò in favore del fratello minore
- Subhankar Thakur (m. 1607), fratello del precedente
- Purushottam Thakur (1607-1623), figlio del precedente
- Narayan Thakur (1623-1642)
- Sundar Thakur (1642-1662)
- Mahinath Thakur (1662-1684)
- Nirpat Thakur (1684-1700)
- Raghu Singh (1700-1736)
- Bishnu Singh (1736-1740)
- Narendra Singh (1740-1760), adottò il suo successore, pronipote di Narayan Thakur
- Pratap Singh (1760-1776)
- Madho Singh (1776-1808), fratello del precedente

### Maharaja

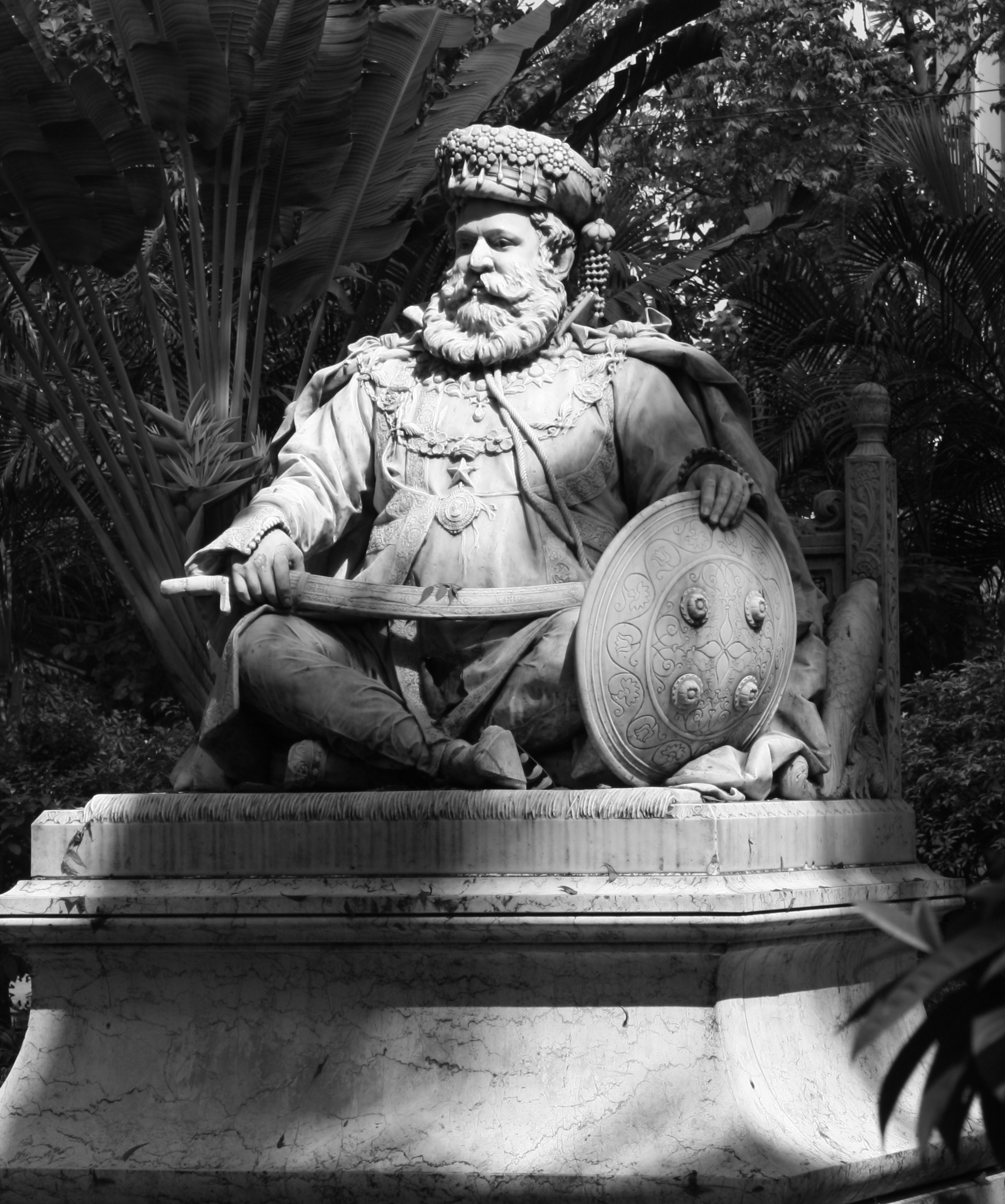
Statua del maharaja Lakshmeshwar Singh a Dalhousie Square, Kolkata

- Chhatra Singh Bahadur (1808-1839), figlio secondogenito di Madho Singh
- Rudra Singh Bahadur (1839-1850)
- Maheshwar Singh Bahadur (1850-1860)
- Lakshmeshwar Singh Bahadur (1860-1898), KGCIE.[7][8]
- Rameshwar Singh (1898-1929), fratello del precedente
- Kameshwar Singh (1929-1947)